# Azumi Shirō
Azumi Shirō (jap. 安積 四郎) war ein japanischer Fußballspieler.

## Nationalmannschaft
1923 debütierte Azumi für die japanische Fußballnationalmannschaft. Azumi bestritt drei Länderspiele. Mit der japanischen Nationalmannschaft qualifizierte er sich für die Far Eastern Championship Games 1923 und 1925.